# 企業に関する世界一の一覧
企業に関する世界一の一覧（きぎょうにかんするせかいいちのいちらん）は、企業の世界で一番や一位の一覧。

## 一般的な指標
- Apple（ アメリカ合衆国） - 時価総額世界一の企業。3兆4,190億ドル（2025年2月現在）[1]

- ウォルマート（ アメリカ合衆国） - 売上高世界一の企業。6,738億1000万ドル（2025年2月現在）[2]

## 個別の業種
取引所
- ニューヨーク証券取引所（ アメリカ合衆国） - 上場企業の時価総額合計が世界最大の証券取引所。
- ボンベイ証券取引所（ インド） - 上場企業数が世界最大の証券取引所。
- ロンドン証券取引所（ イギリス） - 世界最大の外為市場。
- シカゴオプション取引所（英語版）（ アメリカ合衆国） - 世界最大のオプション取引所。
- シカゴ・マーカンタイル取引所（ アメリカ合衆国） - 世界最大の先物取引所。

金融
- 中国工商銀行（ 中国） - 時価総額、預金残高および総資産が世界最大の銀行。
- 中国銀聯（ 中国） - 世界最大のキャッシュカード発行会社。
- Visa（ アメリカ合衆国） - 世界最大のクレジットカード発行会社。
- 中国人寿保険（ 中国） - 時価総額が世界最大の保険会社。
- ノルウェー政府年金基金（ ノルウェー） - 世界最大の政府系ファンド。
- ブリッジウォーターアソシエイツ（英語版）（ アメリカ合衆国） - 世界最大のヘッジファンド運用会社。
- ブラックロック（ アメリカ合衆国） - 世界最大の資産運用会社。ETF運用残高が世界最大の運用会社。
- Iシェアーズ - 世界最大のETFブランド。ブラックロック・グループ（ アメリカ合衆国）が提供
- SPDRゴールド・シェアーズ（英語版） - 世界最大の金連動型上場取引型金融商品（英語版）ブランド。ステート・ストリート・グローバル・アドバイザーズ（英語版）（ アメリカ合衆国）が提供
- PIMCOトータル・リターン・ファンド - 世界最大の債券ファンド。パシフィック・インベストメント・マネジメント（ アメリカ合衆国）が提供
- ヴァンガード（ アメリカ合衆国） - 運用残高が世界最大の投資信託会社。
- モルガン・スタンレー（ アメリカ合衆国） - 世界最大の証券会社。
- UBS（ スイス） - 世界最大のプライベートバンク。

資源・エネルギー
- ロスネフチ（ ロシア） - 世界最大の上場石油会社。石油・ガスの埋蔵量及び生産量が上場企業として世界一。
- BHPグループ（ オーストラリア・ イギリス） - 世界最大の資源会社、鉱山会社。
- シュルンベルジェ（ アメリカ合衆国,  フランス） - 世界最大の油田サービス会社。
- 国家電網（ 中国） - 世界最大の電力配送会社。
- デビアス（ 南アフリカ共和国） - ダイヤモンド原石販売額が世界最大の会社。
- アルロサ（ ロシア） - ダイヤモンド原石採掘量が世界最大の会社。
- サウジアラムコ（ サウジアラビア） - 世界最大の石油会社。
- 東京ガス（ 日本） - 世界最大の都市ガス事業者。ガス導管総延長約6万km。
- アルセロール・ミッタル（ ルクセンブルク） - 粗鋼生産量世界一の製鉄会社。
- ルサール（ ロシア） - 世界最大のアルミニウム生産・加工会社。
- コデルコ（チリ銅公社）（ チリ） - 世界最大の銅生産会社。
- VSMPOアヴィスマ（英語版）（ ロシア） - 世界最大のチタン会社。
- アングロ・アメリカン・プラチナ（英語版）（ 南アフリカ共和国） - 世界最大のプラチナ生産会社。
- カメコ（ カナダ） - 世界最大のウラン生産会社。

運輸・交通
- A.P. モラー・マースク（ デンマーク） - 世界最大の海運会社。
  - マースク・ライン（ デンマーク） - 世界最大手のコンテナ船会社
- 中国国際航空（ 中国） - 時価総額が世界最大の航空会社。
- デルタ航空（ アメリカ合衆国） - 輸送人数が世界最大の航空会社。
- 東日本旅客鉄道（JR東日本）（ 日本） - 売上高世界最大の鉄道事業者。単独で1兆8075億円。（2010年）
- GLP（ シンガポール） - 世界最大の物流不動産プロバイダー

小売り・外食
- セブン-イレブン（ 日本、発祥は アメリカ合衆国） - 世界最多の店舗数を展開するチェーンストア。世界15の国と地域で34,534店舗を展開。（2008年6月）
- サブウェイ（ アメリカ合衆国） - 世界最多の店舗数を展開する外食チェーン。世界で33,000店舗。
- バスキン・ロビンス（ アメリカ合衆国） - 世界最大のアイスクリームチェーン。
- タコベル（ アメリカ合衆国） - 世界最大のメキシカンフード・チェーン。世界に6500店、80億ドルの売上と15万人の従業員。
- イケア（ オランダ、発祥は スウェーデン） - 世界最大の家具チェーン。
- ホーム・デポ（ アメリカ合衆国） - 世界最大の住宅用品販売会社。

工業製品
- ボーイング（ アメリカ合衆国） - 世界最大の防衛企業、航空機メーカー。
- エアバス・ヘリコプターズ（ フランス） - 世界最大のヘリコプターメーカー。
- 現代重工業（ 韓国） - 世界最大の造船メーカー。
- テスラ（ アメリカ合衆国） - 世界最大の電気自動車メーカー。（2021年）
- キャタピラー（ アメリカ合衆国） - 世界最大の重機メーカー。
- 中国北車（ 中国） - 世界最大の鉄道車両メーカー。
- フォックスコン（ 中華民国（台湾）） - 世界最大のEMSメーカー。
- ハイアール（ 中国） - 世界最大の家電メーカー。
- レノボ（ 中国） - 世界最大のパソコンメーカー。
- サムスン（ 韓国） - 世界最大のテレビ、携帯電話、NAND型フラッシュメモリ、DRAMメーカー。（2015年）
- 華為技術（ 中国） - 世界最大の通信機器メーカー。
- エリクソン（ スウェーデン） - 世界最大の移動体通信機器メーカー。
- シスコシステムズ（ アメリカ合衆国） - 世界最大のルーターメーカー。
- ヒューレット・パッカード・エンタープライズ（ アメリカ合衆国） -  世界最大のサーバーメーカー。
- ウエスタン・デジタル（ アメリカ合衆国） - 世界最大のハードディスクドライブ (HDD) メーカー。
- EMCコーポレーション（ アメリカ合衆国） - 世界最大のストレージメーカー。
- インテル（ アメリカ合衆国） - 世界最大のCPUメーカー。
- NVIDIA（ アメリカ合衆国） - 世界最大のGPUメーカー。
- サイプレス・セミコンダクタ（ アメリカ合衆国） - 世界最大のNOR型フラッシュメモリおよびSRAMメーカー。
- ASUS（ 中華民国（台湾）） - 世界最大のマザーボードメーカー。
- Logitech(日本ではロジクール)（ スイス） - 世界最大のマウス・キーボード・Webカメラメーカー。
- Stratasys（ アメリカ合衆国） - 世界最大の3Dプリンターメーカー。
- HP Inc.（ アメリカ合衆国） -  世界最大のコピー機・プリンターメーカー。
- ハンファ（ 韓国） - 世界最大の太陽光発電モジュールメーカー。
- TSMC（ 中華民国（台湾）） - 世界最大の半導体ファウンドリ会社。
- LGディスプレイ（ 韓国） - 世界最大の液晶パネルメーカー。
- サムスン・モバイル・ディスプレイ（ 韓国） - 世界大手の有機ELパネルメーカー。
- 日亜化学工業（ 日本） - 世界大手のLED照明メーカー。
- ランディス・ギア（ スイス） - 世界最大のスマートメーターメーカー。
- ABB（ スイス） - 世界最大の多関節ロボットメーカー。
- SKF（ スウェーデン） - 世界最大のベアリングメーカー。
- ゲシュタンプ（ゲスタンプ）・オートモシオン（ スペイン） - 世界最大の自動車プレス部品メーカー。
- 海天国際（ 中国） - 世界最大の射出成型機メーカー。
- ディア・アンド・カンパニー（ アメリカ合衆国） - 世界最大の農業機械メーカー。
- ダウ・ケミカル（ アメリカ合衆国） - 世界最大の水処理膜メーカー。
- ベスタス（ デンマーク） - 世界最大の風力発電機メーカー。
- ソニー（ 日本） - 世界最大のビデオカメラメーカー。
- キヤノン（ 日本） - 世界最大のデジカメメーカー。
- コダック（ アメリカ合衆国） - 世界最大の写真用品メーカー。
- スウォッチ・グループ（ スイス） - 世界大手の時計メーカー。
- ゼネラル・エレクトリック（ アメリカ合衆国） - 世界最大のCTメーカー、航空機エンジンメーカー。
- シーメンス（ ドイツ） - 世界最大のMRIメーカー。
- BASF（ ドイツ） - 世界最大の総合化学メーカー。
- ファイザー（ アメリカ合衆国） - 世界最大の製薬会社。
- テバ・ファーマシューティカル・インダストリーズ（ イスラエル） - 世界最大の後発医薬品の製薬会社。
- トタル（ フランス） - 世界最大のスチレンメーカー。
- ジャイアント・マニュファクチャリング（ 中華民国（台湾）） - 世界最大の自転車メーカー。
- プロクター・アンド・ギャンブル（ アメリカ合衆国） - 世界最大の一般消費財メーカー。
- ルックスオティカ（ イタリア） - 世界最大のメガネメーカー。
- レゴ（ デンマーク） - 世界最大の玩具メーカー。
- インディテックス（ スペイン） - 世界最大のアパレルメーカー。
- 裕元工業集団（ 中華民国（台湾）） - 世界最大の運動靴メーカー。

食料品
- カーギル（ アメリカ合衆国） - 世界最大の穀物メジャー。
- ドール・フード・カンパニー（ アメリカ合衆国） - 世界最大の青果物メジャー。
- ネスレ（ スイス） - 世界最大の食品会社。
- ザ コカ・コーラ カンパニー（ アメリカ合衆国） - 世界最大のソフトドリンクメーカー。
- マクラウド・ラッセル（英語版）（ インド） - 世界最大の茶葉生産会社。
- アンハイザー・ブッシュ・インベブ（ ベルギー） - 世界最大のビールメーカー。
- タイ・ユニオン・グループ（英語版）（ タイ） - 世界最大のツナ缶メーカー。
- スミスフィールド・フーズ（ アメリカ合衆国） - 世界最大の豚肉生産会社。
- チキータファイフス（ アメリカ合衆国） - 世界最大のバナナ会社。
- フィリップモリス（ アメリカ合衆国） - 世界最大のタバコメーカー。

インターネット
- VEVO（ アメリカ合衆国） - 世界最大の音楽動画サイト。
- インターネット・ムービー・データベース（IMDb）（ アメリカ合衆国） - 世界最大のオンライン映画データベース。
- アカマイ・テクノロジーズ（ アメリカ合衆国） - 世界最大のコンテンツデリバリネットワーク事業者。
- Spotify（ スウェーデン） - 世界最大の音楽ストリーミング配信会社。
- Netflix（ アメリカ合衆国） - 世界最大の映像ストリーミング配信会社。
- Pandora Radio（ アメリカ合衆国） - 世界最大のインターネットラジオ。
- SFX Entertainment（英語版）（ アメリカ合衆国） - 世界最大のEDM関連企業。
- Beatport（ アメリカ合衆国） - 世界最大のEDM配信サイト。
- Amazon.com（ アメリカ合衆国） - 世界最大のEC会社。
- アリペイ（ 中国）- 世界一利用者数が多いオンライン決済企業。
- GoDaddy（ アメリカ合衆国） - ドメイン登録数が世界最多の企業。
- ブッキング・ホールディングス（ アメリカ合衆国） - 売上高・取扱額世界最大のオンライン旅行会社。
- トリップアドバイザー（ アメリカ合衆国） - 利用者数世界最大の旅行口コミサイト。
- Flickr（ カナダ） - 世界最大の写真共有コミュニティサイト。
- Kickstarter（ アメリカ合衆国） - 世界最大のクラウドファンディングサイト。
- ウェザーニューズ（ 日本、発祥は アメリカ合衆国） - 世界最大の民間気象情報サービス会社。
- 中国移動通信（ 中国） - 契約者数世界一の携帯電話通信事業者。5億人。
- 中国電信（ 中国） - 契約者数世界一のブロードバンドインターネットサービスプロバイダー（ISP）。55,000,000人。

スポーツ
- UFC（ アメリカ合衆国） - 世界最大の格闘技団体。
- レアル・マドリード（ スペイン） - 資産価値世界最大のスポーツクラブ。

その他サービス
- ペンギン・ランダムハウス（ アメリカ合衆国） - 世界最大の出版社。
- ユニバーサル ミュージック グループ（ アメリカ合衆国） - 世界最大のレコード会社。
- WPPグループ（ イギリス、登記上の本社は アイルランド） - 世界最大の広告代理店。
- プライスウォーターハウスクーパース（ イギリス） - 世界最大の会計事務所。
- マーサー・ヒューマン・リソース・コンサルティング（ アメリカ合衆国） - 世界最大の人事コンサルティング会社。
- アクセンチュア（ アメリカ合衆国、登記上の本社は アイルランド） - 世界最大の経営コンサルティング会社。
- インテレクチュアル・ベンチャーズ（ アメリカ合衆国） - 世界最大の特許専門会社。
- ランスタッド（ オランダ） - 世界最大の人材サービス会社。
- アムネスティ・インターナショナル（ イギリス） - 世界最大の人権擁護団体。
- ビル&メリンダ・ゲイツ財団（ アメリカ合衆国） - 世界最大の慈善団体。
- 世界自然保護基金（ アメリカ合衆国） - 世界最大の民間自然保護団体。
- LVMH（ フランス） - 世界最大の高級ブランドグループ。
- TUI（ ドイツ） - 世界最大の旅行会社。
- マリオット・インターナショナル（ アメリカ合衆国） - 世界最大のホテルチェーン。
- ラスベガス・サンズ（ アメリカ合衆国） - 世界最大のカジノ運営会社。